# 61 Serpentis
61 Serpentis är en vit underjätte i stjärnbilden  Ormen.
61 Serpentis har visuell magnitud +5,94 och är svagt synlig för blotta ögat vid god seeing. Den befinner sig på ett avstånd av ungefär 615 ljusår.